# Dàcic
El dàcic és una de les llengües indoeuropees extinta cap al segle vi, una llengua satem força desconeguda, ja que gairebé no se'n conserven restes en inscripcions o topònims. S'ha intentat emparentar amb el traci i l'albanès (en el primer cas basant-se en els testimonis històrics de l'època que parlaven de semblances i en el segon a partir de reconstruccions fonològiques hipotètiques), però hi ha estudiosos que pensen que forma una branca independent dins la família indoeuropea o fins i tot que actuà com a substrat del romanès. El dàcic es parlava en una àmplia zona, des d'Hongria fins al mar Negre.

## Aspectes històrics, socials i culturals

### Distribució geogràfica

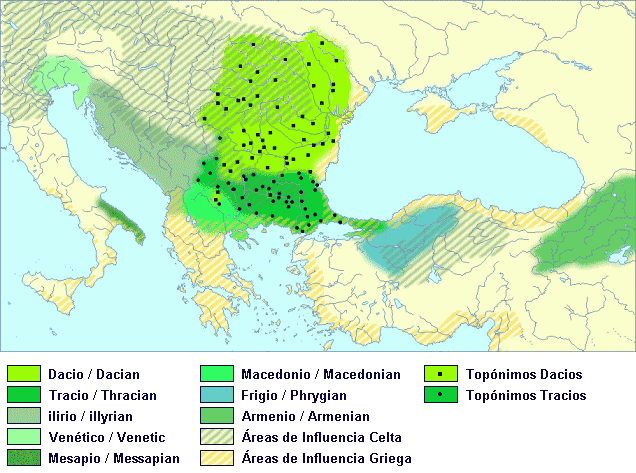
Extensió aproximada del dàcic, basada en la distribució de topònims

El dàcic era una de les més extenses llengües de l'Europa sud-oriental; s'estenia des de l'est de l'actual Hongria fins a la costa del mar Negre. Basant-se en les troballes arqueològiques, els orígens de la cultura dàcia podrien situar-se a Moldàvia, identificada com l'evolució de la cultura de Bessaràbia en l'edat del ferro.

### Extinció

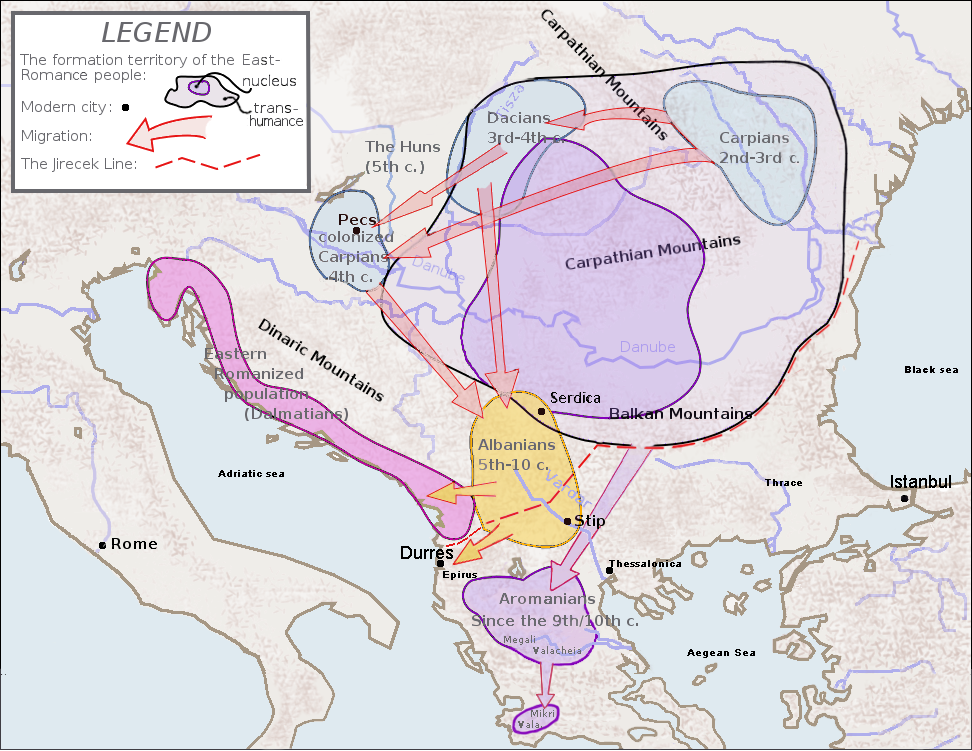
Escenari hipotètic segons el qual els albanesos serien un poble derivat dels dacis

No es coneix amb claredat quan exactament el dàcic deixà de parlar-se, ni si en té descendents vius. La conquesta romana inicial de part de Dàcia no eliminà la llengua, ja que algunes tribus lliures de dacis com els carpians podrien haver continuat usant-la a Moldàvia i zones limítrofes fins al segle VI o VII dC, quan influí en certa manera en la formació de les llengües eslaves.
D'acord amb una hipòtesi, una branca del dàcic continuà amb la llengua albanesa (Bogdan Hasdeu, 1901); una altra hipòtesi connecta l'albanès no amb el dàcic, sinó amb les llengües il·líriques.

### El dàcic com a substrat del protoromanès

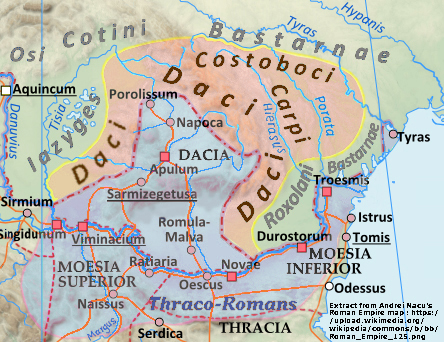
Blava = terra conquistada per l'Imperi romà. Taronja = àrea poblada pels dacis lliures

El dàcic podria haver format gran part del substrat del protoromanès, que es desenvolupà a partir del llatí vulgar parlat als Balcans al nord de la línia Jireček, que divideix les zones d'influència del llatí i el grec.
Si el daci conforma realment el substrat del protoromanès està discutit (vegeu origen dels romanesos), així com si aquesta teoria no relaciona la romanització de la Dàcia, ja que el daci es parlava també a Mèsia i al sud i nord de Dardània. Prop de 300 paraules en les llengües romàniques orientals (romanès, aromanès, meglenoromanès, istroromanès) podrien derivar del dàcic, perquè moltes tenen caràcter satem, com s'esperaria de paraules dacotràcies (substrat romànic oriental).

## Descripció lingüística
Moltes de les característiques del dàcic són desconegudes o discutides. No hi ha pràcticament documents escrits en daci. El que es coneix d'aquesta llengua prové de:
- topònims, hidrònims, noms propis (noms de reis inclosos) i noms dàcics d'unes cinquanta plantes escrites per fonts gregues i romanes.
- paraules del substrat contingudes en el modern romanès, la llengua parlada avui en gairebé tots els territoris que els dacis van poblar: hi ha prop de 400 mots d'origen desconegut (com brânză = formatge, balaur = drac, vatrâ= forn antic de pa, etc.), algunes de les quals tenen cognats en albanès. Aquestes paraules podrien provenir de les restes de l'antic dàcic.

Inscripcions en dàcic: Decebalus Per Scorilo és la major inscripció coneguda. El poeta romà Ovidi afirmava haver après dàcic en el seu exili a Tomis (avui Constança) a Dàcia. En les seves obres Tristes i Epistulae ex Ponto explicava que havia compost poemes en llengua dàcia. Si els poemes van existir, no es van preservar.

### Classificació
En la dècada de 1950, el lingüista búlgar Vladimir Georgiev publicà una obra en què demostrava que la fonologia de la llengua dàcia era propera a la de l'albanès; contribuí així a la hipòtesi que el dàcic pertanyés a la mateixa branca que l'albanès, un grup denominat Daco-Moesi (o Daco-Misi), en què el Moesi (o Mesi) seria un dialecte de transició entre el dàcic i el traci. Hi ha cognats entre dacotraci i albanès que podrien ser evidència de l'afinitat lingüística dacotràcia-albanesa, i moltes paraules de substrat romanès tenen correspondència en albanès.

### Evolució fonètica des delprotoindoeuropeu
Les consonants sonores aspirades *bh- i *dh en PIE esdevingueren sonores: b, d (dàcic -dava < PIE *dhe-, 'fixar, sistematitzar', etc.). PIE *b- roman com a b (dàcic -balus; kinuboila < -uboila < PIE *abel-, etc.), i *d roman com a d- (dàcic Decebalus, etc.).
Una correspondència trobada entre dàcic i traci és una variació de vocal, a (dàcic)/i (traci). Cf. daci Zalm- (< Zalmoxis traci zelmis (< PIE *kel-, 'cobrir'), 'pell, cuir'; dàcic Zald- (< Zaldapa), traci zeltas (< PEU *ghel-, 'resplendir'); daci reconstruït *barz- (< romanès barza, 'cigonya'), traci Berz- (< Berzobis, Berzana; PIE *bherəg-, 'blanc'); v. Olteanu et al. Aquesta és una de les nombroses evidències a favor de l'existència d'una branca dacotràcia de l'indoeuropeu.